# Кашине Векије (Пиза)
Кашине Векије је насеље у Италији у округу Пиза, региону Тоскана.
Према процени из 2011. у насељу је живело 42 становника. Насеље се налази на надморској висини од 4 м.